# Joshua Beltz
Pour les articles homonymes, voir Beltz.
Joshua Beltz est un joueur australien de hockey sur gazon qui joue en tant que défenseur pour l'équipe nationale d'Australie et les Tassie Tigers.

## Vie personnelle
Beltz a grandi à Hobart.
Joshua Beltz a également un jeune frère, Hayden, qui représente l'équipe australienne des moins de 21 ans, les "Burras".

## Carrière

### Équipe nationale des moins de 21 ans
Beltz a été nommé pour la première fois dans l'équipe « Burras » en 2016. Cette année-là, il a participé à la Coupe d'Océanie masculine de hockey sur gazon des moins de 21 ans 2016, une qualification pour la Coupe du monde des moins de 21 ans.
Après s'être qualifié pour la Coupe du monde des moins de 21 ans, Beltz faisait également partie de cette équipe, où l'Australie a perdu 3-0 contre l'Allemagne dans le match pour la médaille de bronze pour terminer quatrième au classement général.

### Équipe première
Beltz a fait ses débuts internationaux pour l'Australie en 2015, lors d'un match test contre l'Inde.
Depuis ses débuts, Beltz fait régulièrement partie de l'équipe de Kookaburras, remportant notamment une médaille d'or au Champions Trophy 2016.
En novembre 2018, Beltz a été nommé dans l'équipe de Kookaburras pour l'année civile 2019,.